# هراشیو اسمیت

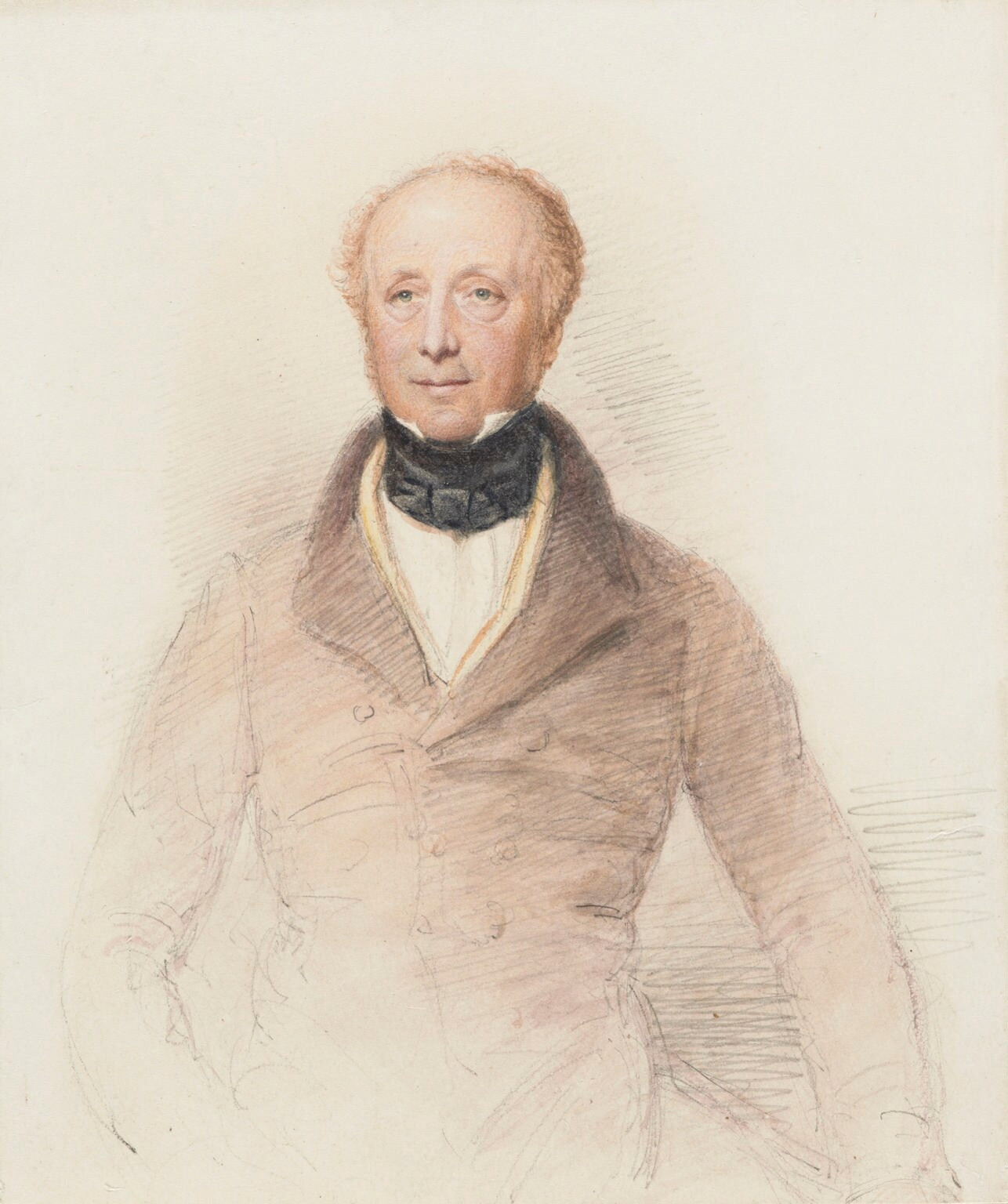
پرتره هراشیو اسمیت، نقاش ناشناس (1840)

هواراس اسمیت(به انگلیسی: Horace Smith و متولد شده با نامهراشیو) (زاده ۳۱ دسامبر ۱۷۷۹، درگذشته ۱۲ ژوئیه ۱۸۴۹ میلادی) شاعر و رمان‌نویس انگلیسی است. شاید بهترین راه شناخته شدن وی، رقابت با پرسی بیش شلی در سرودن سونت است. شلی دربارهٔ اسمیت می‌گوید: «آیا این عجیب نیست که مردی که من همیشه او را سخاوتمند می‌دانستم، کسی پول زیادی داشت، بخشندگی را با یک دلال سهام بودن نشان دهد؟ او شعر و نمایشنامه می‌نویسد و هنوز می‌داند که چگونه پول درآورد، و درمی‌آورد؛ این همان سخاوتمندی است.»